# Stâlpu
Stâlpu è un comune della Romania di 3 092 abitanti, ubicato nel distretto di Buzău, nella regione storica della Muntenia.